# Église Saint-Félix-d'Otis
L'église Saint-Félix-d'Otis, aussi appelée église de Saint-Félix, est un établissement patrimonial religieux construit en 1953 dans la municipalité de Saint-Félix-d'Otis.

## Voir plus